# 蓋恩鎮區 (阿肯色州伊澤德縣)
蓋恩鎮區（英語：Guion Township）是位於美國阿肯色州伊澤德縣的一個行政鎮區。

## 地方資料
蓋恩鎮區的面積為56.52平方千米，當中陸地面積為55.41平方千米，而水域面積為0.11平方千米。根據2010年美國人口普查的數據，當地共有人口113人，而人口密度為每平方千米2人。